# Neobatenus
Neobatenus is een geslacht van kevers uit de familie van de loopkevers (Carabidae). De wetenschappelijke naam van het geslacht is voor het eerst geldig gepubliceerd in 1948 door Jeannel.

## Soorten
Het geslacht Neobatenus omvat de volgende soorten:
- Neobatenus deprimatus Basilewsky, 1988
- Neobatenus elgonensis (Burgeon, 1935)
- Neobatenus fallaciosus (Peringuey, 1899)
- Neobatenus halophilus Basilewsky, 1962
- Neobatenus harroyi Basilewsky, 1956
- Neobatenus harveyi (Basilewsky, 1962)
- Neobatenus jimmae Basilewsky, 1975
- Neobatenus kilimanus (Alluaud, 1917)
- Neobatenus laetulus (Peringuey, 1899)
- Neobatenus malawiensis Basilewsky, 1988
- Neobatenus pridhami (Basilewsky, 1962)
- Neobatenus pseudophanes (Alluaud, 1935)
- Neobatenus ruandanus (Burgeon, 1935)
- Neobatenus striatitarsis (Peringuey, 1896)
- Neobatenus transvaalensis (Peringuey, 1926)
- Neobatenus witteanus (Burgeon, 1935)
- Neobatenus zavattarii (Basilewsky, 1953)